# Synthlipsis densiflora
Synthlipsis densiflora là một loài thực vật có hoa trong họ Cải. Loài này được Rollins miêu tả khoa học đầu tiên năm 1959.